# Tim Wells

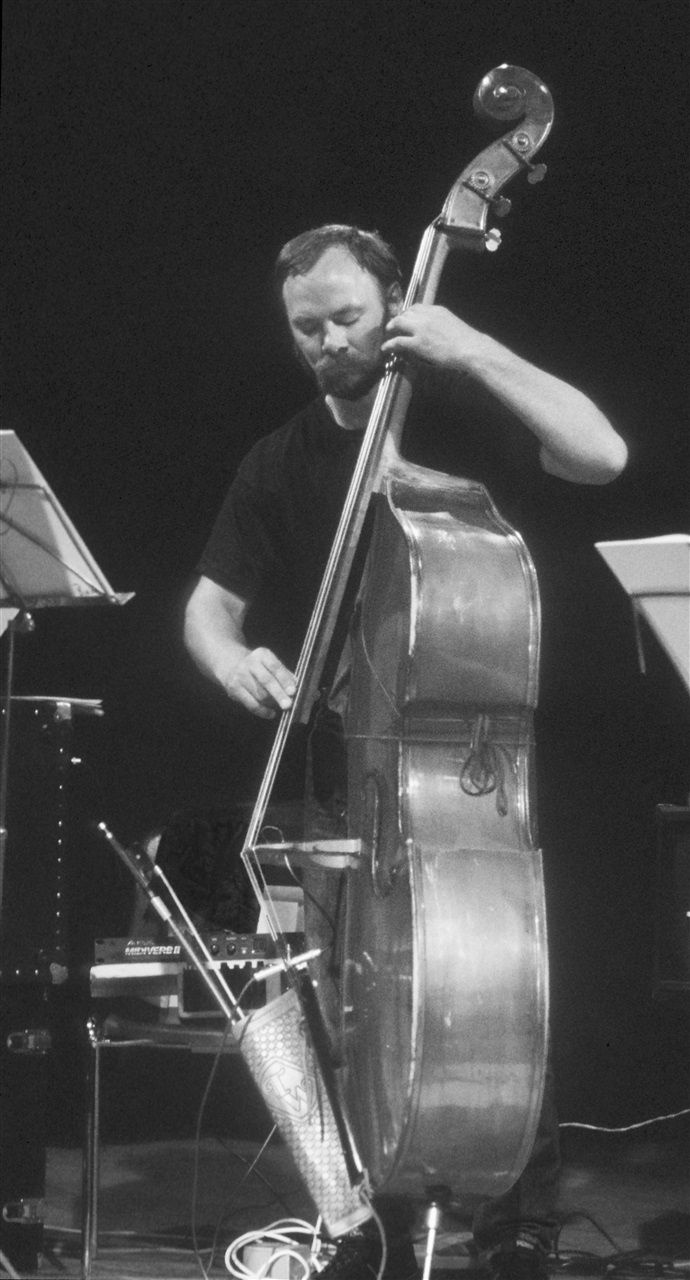
Tim Wells mit Pinguin Liquid in Düsseldorf, 1988

Tim Wells (* 1951 in Baltimore) ist ein amerikanischer Bassist des Creative Jazz.

## Leben und Wirken
Wells studierte von 1972 bis 1975 am Berklee College of Music, um danach weiter in Boston zu arbeiten. 1983 zog er nach Köln, wo er mit der WDR Big Band Köln, Tome XX, dem Pinguin Liquid Ensemble von Klaus König, mit Charlie Mariano sowie mit Eje Thelin und Stefan Bauer arbeitete, aber auch mit Sam Rivers, David Friedman, Charles McPherson und Woody Shaw. Von 1988 bis 1989 hatte er Lehraufträge für Jazz-Bass und Jazz-Ensemble an der Folkwang Hochschule Essen. 1989 zog er nach London, wo er in der Bigband von Stan Sulzmann und dem  London Jazz Orchestra ebenso spielte wie mit John Law, Pat Crumly, James Moody, Johnny Griffin, Trevor Tomkins, Norma Winstone, Henry Lowther, Tim Garland und Pete Hurt. Mit dem Ronnie Scott Legacy Quartet tourte er durch Neuseeland und Griechenland. Mit dem Quartett von Jon Lloyd trat er auf zahlreichen europäischen Festivals auf.

## Diskographische Hinweise
- Paul Shigihara & Charlie Mariano Tears of Sound (mit Michael Küttner, 1984)
- Klaus König Times of Devastation (mit Frank Gratkowski, Matthias Schubert, Marty Ehrlich, Michel Pilz, Renato Cordovani, Kenny Wheeler, Reiner Winterschladen, Ray Anderson, Bruce Collings, Frank Struck, Michel Godard, Simon Nabatov, John Betsch, Frank Köllges; 1988–89)
- Jon Lloyd By Confusion (mit John Law, Mark Sanders, 1996)
- John Law Abacus (mit, Jon Lloyd, Gerry Hemingway, 2000)